# Roopenkivi
Roopenkivi är en klippa i Finland.   Den ligger i kommunen Fredrikshamn i den ekonomiska regionen  Kotka-Fredrikshamn  och landskapet Kymmenedalen, i den södra delen av landet, 120 km öster om huvudstaden Helsingfors.
Terrängen runt Roopenkivi är mycket platt. Havet är nära Roopenkivi åt sydost.  Närmaste större samhälle är Fredrikshamn, 7,7 km nordost om Roopenkivi. 